# Ro-59
Ro-59 — підводний човен Імперського флоту Японії.
Корабель, який спорудили у 1923 році на верфі компанії Mitsubishi в Кобе, належав до підтипу L3 (він же тип Ro-57) типу L.
Перебіг усієї служби Ro-59 відбувався в 6-й дивізії підводних човнів, яка з кінця 1926-го належала до військово-морського округу Йокосука. З 1 липня 1939-го корабель виконував функцію навчального.
15 листопада 1939 Ro-59 підпорядкували військово-морському округу Омінато (зі штаб-квартирою в Омінато на північному завершенні Хонсю), де човен належав до резерву першої черги. З 1 листопада 1941 по 15 січня 1943-го Ro-59 виконував функцію навчального у військово-морському окрузі Куре, після чого повернувся з тим самим призначенням до округу Йокосука.
15 травня 1945-го Ro-59 виключили зі списків ВМФ, після чого його корпус використовували в Отаке (Внутрішнє Японське море) для тренувань.
У 1946-му корпус колишнього Ro-59 здали на злам.